# Lista över månar

## A
- Adrastea
- Aegaeon
- Aegir
- Aitne
- Albiorix
- Amalthea
- Ananke
- Anthe
- Aoede
- Arche
- Ariel
- Atlas
- Autonoe

## B
- Bebhionn
- Belinda
- Bergelmir
- Bestla
- Bianca

## C
- Caliban
- Callirrhoe
- Callisto
- Calypso
- Carme
- Carpo
- Chaldene
- Charon
- Cordelia
- Cressida
- Cupid
- Cyllene

## D
- Daphnis
- Deimos
- Dia
- Dione
- Desdemona
- Despina
- Dysnomia

## E
- Echidna
- Elara
- Enceladus
- Epimetheus
- Erinome
- Erriapo
- Euanthe
- Eukelade
- Euporie
- Europa
- Eurydome

## F
- Farbauti
- Ferdinand
- Fenrir
- Fornjot
- Francisco

## G
- Galatea
- Ganymedes
- Greip

## H
- Halimede
- Harpalyke
- Hati
- Hegemone
- Helene
- Helike
- Hermippe
- Herse
- Hi'itaka
- Himalia
- Hydra
- Hyperion
- Hyrrokkin

## I
- Ijiraq
- Io
- Iocaste
- Isonoe

## J
- Janus
- Japetus
- Jarnsaxa
- Juliet

## K
- Kale
- Kallichore
- Kalyke
- Kari
- Kerberos
- Kiviuq
- Kore

## L
- Laomedeia
- Larissa
- Leda
- Linus
- Loge
- Lysithea

## M
- Mab
- Margaret
- Megaclite
- Menoetius
- Methone
- Metis
- Mimas
- Miranda
- Mneme
- Mundilfari
- Månen (Luna)

## N
- Naiad
- Namaka
- Narvi
- Nereid
- Neso
- Nix

## O
- Oberon
- Ophelia
- Orthosie

## P
- Paaliaq
- Pabu
- Pallene
- Pan
- Pandora
- Pasiphae
- Pasithee
- Perdita
- Petit-Prince
- Phobos
- Phoebe
- Phorcys
- Polydeuces
- Portia
- Praxidike
- Prometheus
- Prospero
- Proteus
- Psamathe
- Puck

## R
- Remus
- Rhea
- Rosalind
- Romulus

## S
- Sao
- Sawiskera
- Setebos
- Siarnaq
- Sinope
- Skathi
- Skoll
- Sponde
- Stephano
- Styx
- Surtur
- Suttungr
- Sycorax

## T
- Tarqeq
- Tarvos
- Taygete
- Telesto
- Tethys
- Thalassa
- Thebe
- Thelxinoe
- Themisto
- Thrymr
- Thyone
- Titan
- Titania
- Trinculo
- Triton

## U
- Umbriel

## W
- Weywot

## Y
- Ymir

## Z
- Zoe